# 花枝鼠
花枝鼠（学名：:147）也叫奶牛大白鼠，是褐家鼠的驯化型，生理和心理上都与野生的褐家鼠存在区别。
花枝鼠是能在市面上买到的家养宠物之一。花枝鼠有一定传播疾病的风险。比如，在与野生的褐家鼠接触后，仍然有传播链状芽孢杆菌（Streptobacillus moniliformis）等病原体的风险。通过清洗笼舍、触摸后洗手等方法可以降低花枝鼠传播疾病的风险。

## 特征
当作宠物饲养的花枝鼠与野生的褐家鼠毛色有很大区别，牠們的毛色大都是野生褐家鼠中很少有的突变型，包括肉桂色、浅黄褐色、米色、蓝色，以及巧克力色等，部分花枝鼠的毛还会出现颜色变化，呈现深浅环纹等图案。花枝鼠的眼色包括黑色、粉色，以及红色，部分花枝鼠两边眼睛的颜色不同。
培育出的无尾和无毛花枝鼠面临伦理争议，因为尾巴和毛对花枝鼠的正常生存具有重要意义，无毛花枝鼠和无尾花枝鼠的生存品質相比有尾巴和有毛的花枝鼠低。

### 社会性
花枝鼠是相对具有较强社会性的动物，同一个笼子中最好要有多隻花枝鼠，单独饲养一隻花枝鼠是不明智的。雄性花枝鼠之间共同生活之初会发生打斗，但在分出优劣后，攻击行为就会停止。如果需要花枝鼠进行交配，雌性和雄性花枝鼠的鼠龄都应该在六个月以上，而且同一笼中最好不应出现两隻或以上的雄性花枝鼠，一雌一雄或二雌一雄是较好的搭配。临交配才将雌性和雄性花枝鼠放在同一笼中，交配行为也不一定会发生。

## 公共卫生
花枝鼠有一定传播疾病的风险，牠們带上病原体的最直接途径是与野生褐家鼠接触时，野生褐家鼠将病原体传播给花枝鼠。比如，花枝鼠与野生褐家鼠接触之后，会有传播链状芽孢杆菌（Streptobacillus moniliformis）等病原体的风险。
2004年，美国的一场沙門氏菌爆发源头就是当地居民饲养的花枝鼠。2017年，也有一场由花枝鼠引发的汉城病毒爆发。
能预防花枝鼠传染人的方法有：清洗笼舍（但不能使用厨房水槽，最好戴上面罩和手套）、触摸后洗手、不亲吻花枝鼠、不把牠們拿到离脸部太近的位置、不让花枝鼠进入卧室和储存食物和烹饪食物的区域等。

## 历史

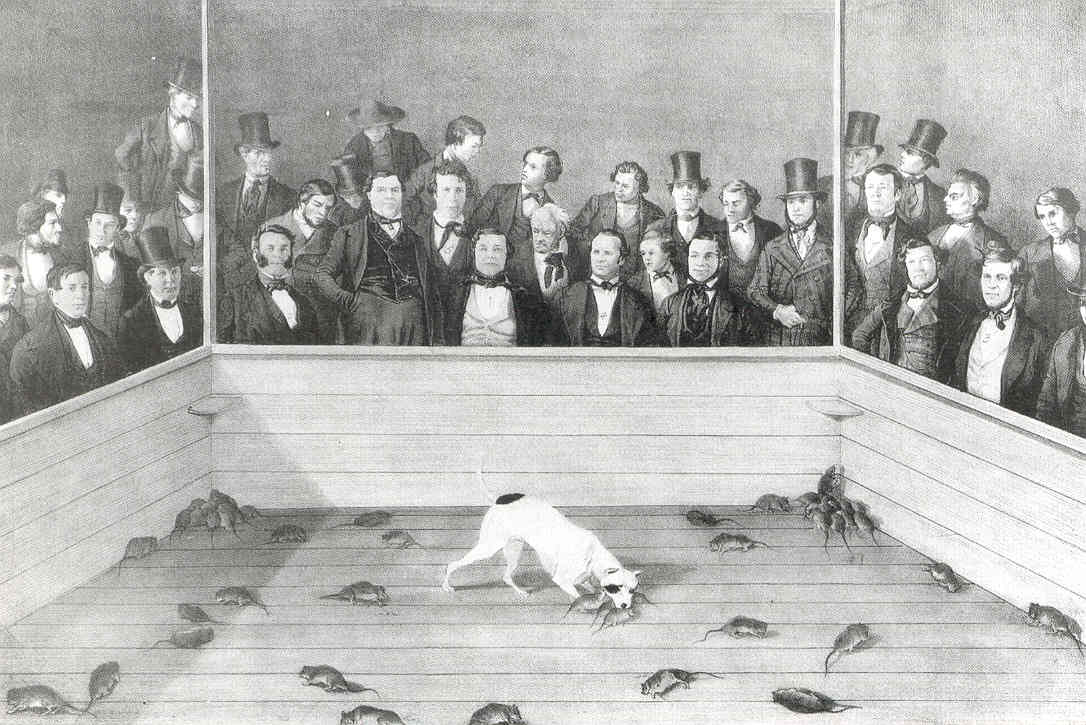
一度十分流行的赌博游戏“小狗抓老鼠”

对褐家鼠的驯化历史可追溯到18到19世纪。当时，欧洲开始出现以捕捉褐家鼠为生的捕鼠人职业。捕鼠人在捕捉到褐家鼠后，一般会将其杀死或出售给“小狗抓老鼠”的赌博活动。所谓“小狗抓老鼠”是指将小型犬和一些褐家鼠放在同一个坑里，参与者就狗能在多久时间内杀死所有的鼠下注。小狗抓老鼠直到20世纪初都是一种很受欢迎的活动，在这一游戏风靡的时期，一些捕鼠人和赌博游戏的参与者将一些毛色奇异的褐家鼠留下进行饲养。一般认为，自诩为维多利亚女王御用捕鼠人的杰克·布莱克和当时伦敦最大的娱乐场所经营者傑米·肖两人开创了将褐家鼠当作宠物饲养的先河，现在许多市场上能买到的花枝鼠都是由他们最先豢养的。